# 全天X線監視装置
全天X線監視装置(Monitor of All-sky X-ray Image, MAXI)は、STS-127ミッションで運ばれて、2009年（平成21年）7月23日に国際宇宙ステーションきぼう実験棟船外実験プラットフォームに取り付けられX線観測装置である。宇宙ステーションが地球を周回するのを利用して、全天を観測することができる。

## 概要
宇宙から飛来するX線は地球大気に吸収されてしまうために、地上から観測することができない。このため、天体が放射するX線を観測するためにいくつかのX線宇宙望遠鏡が打ち上げられている。これらの宇宙望遠鏡は対象天体を定めて長時間の観測を行うタイプのものが多いが、変光天体や突発現象の観測には向いていない。いっぽうMAXIは96分で地球を一周する国際宇宙ステーションに取り付けられているため、ある天体を96分に一回の頻度で観測することができる。これによって、未知のX線変光天体を発見したり、ガンマ線バーストやX線新星の出現直後の観測を行ったりすることができる。突発天体が検出されるとインターネットを通じて即座に情報が公開され、MAXI以外の様々な観測装置（Swift、インテグラル観測衛星等）による追加観測が可能になる。
MAXIは、宇宙航空研究開発機構、理化学研究所、大阪大学、東京工業大学、青山学院大学、日本大学および京都大学等の協力により開発された。
MAXIは2012年に引退した米国のRXTE-ASMの観測を引きついで、全天のX線天体の監視をし、新天体の発見と変動するX線天体の継続的な監視を行っている。

## 経過
2009年
- 7月16日 スペースシャトル・エンデバー号(STS-127)にて打ち上げられる
- 7月23日 きぼう船外実験プラットフォームに設置される
- 8月13日 連続観測を開始
- 8月18日 ファーストライト画像を発表
- 11月26日 世界最速で全天X線画像を取得
- 12月15日 理研からデータ公開を開始

## 観測装置
全天を効率よく観測するため、スリットを用いたカメラが2台(ガススリットカメラ(GSC)、X線CCDスリットカメラ(SSC))を搭載している。ガススリットカメラは2-30keVのX線を、X線CCDスリットカメラは0.5-10keVのX線を観測することができる。またX線CCDスリットカメラはエネルギー分解能も高いので、検出された天体の性質をX線分光によって明らかにすることができる。

## 主な観測成果
- 地球から39億光年離れた銀河の中心にある巨大ブラックホールに星が吸い込まれる瞬間を世界で初めて観測 2011年8月25日発表
- 全天X線監視装置（MAXI）が“極”超新星（ハイパーノバ）の痕跡を発見～天の川銀河での発見は世界初～ 2013年2月22日発表
- 新星爆発の瞬間の観測に成功 －MAXIが「火の玉」をとらえた－ 2013年11月14日発表
- 観測史上最大級のガンマ線バーストを日本のグループが宇宙と地上から観測 2013年11月22日発表

2014年3月末現在、MAXI自身が単独で発見したX線新星は13個になっており、現在、X線新星の発見のほぼ8割はMAXIが行っている。
MAXI運用開始(2009年8月)から2013年10月までにブラックホール候補天体は11個発見されており、うち5個は MAXIが単独で発見し、1個はMAXI/Swiftが同時発見、Swiftは3個 、INTEGRALとRXTEが各1個を発見している。このように、MAXIは、新星発見では先頭を走っている。